# 张百麟

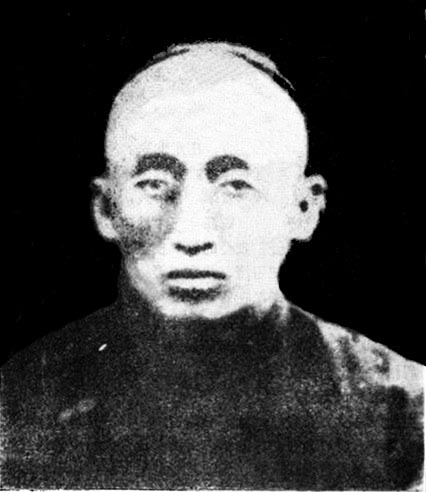

张百麟（1878年—1919年10月），字石麒，原籍湖南长沙，生于贵州省貴陽府贵筑县（今贵阳市）。清末民初的革命家、政治家、记者。贵州辛亥革命领导人之一。

## 生平
他15岁时，为贵阳府诸生。1902年（光绪28年），他赴日本留学，入早稻田大学法政速成科，次年归国。1907年（光绪33年），他考入公立贵州法政学堂，12月，在贵阳创设革命派组织自治学社。1909年（宣统元年），张百麟任自治学社社长，发行《自治杂志》和《西南日报》，宣传革命。那时任可澄等立宪派人士也组织贵州宪政预备会，与自治学社对抗。次年，张任贵州谘议局议员。
1911年（宣统3年）10月，辛亥革命爆发。11月，张百麟与杨荩诚、赵德全等率领贵州新军发动起义，成立贵州军政府。杨荩诚任都督，赵德全任副都督（不久杨荩诚率领北伐军赴湖北，赵德全任代理都督），张百麟任枢密院院长。但是，在军政府内，张百麟等革命派、赵德全等新军、任可澄等立宪派、刘显世等旧军之间发生激烈的权力斗争。1912年（民国元年）3月，任、刘等人招滇军唐继尧入贵阳，镇压革命派、新军。张幸免于难，赴上海。
同年5月，张百麟在上海组织西南协会政治促进会。8月，他加入国民党。1913年（民国2年），二次革命时，张任黄兴的秘书长。1916年（民国5年）7月，任北京政府内务部参事兼高等警察学校副校长。次年7月，离职赴广州，在孙中山组织的护法军政府任司法部长，但因病未就任。
1919年（民国8年）10月，他病逝于上海。年41岁。